# Chaubaqueduck
Chaubaqueduck (Chappiquiddic, Chabbequiddick, Chappequiddic, Chappaquiddic; danas kao Chappaquiddick) /od chippi-aquidne, = "separated island"/, selo, seoska banda i poglavištvo Wampanoag Indijanaca s otoka Martha's Vineyard (okrug Dukes) u njihovom jeziku poznat kao Noepe, Natuck (ili Capoag) i Muskeget. Glavno selo nalazilo se na otoku Martha's Vineyard, ili na otoku Chappaquiddick u Massachusettsu, a imalo je 1698. godine 138 stanovnika. U kasnijim vremenima Wampanoag-bande Nashanekammuck,  Nashamoiess, Ohkonkemme, Seconchqut, Gay Head, Sanchecantacket (danas Edgartown) i Nunnepoag žene se s crncima gubeći svoj identitet tijekom 18. i 19. stoljeća. Od navedenih bandi preživjeli su Aquinnah ili Gay Head i Chaubaqueduck, danas poznati kao Chappiquiddic, koji svoje porijeklo vuku od medicinemana George Sams-Sassamona. Današnje obitelji nose prezimena Simpson, Sipson, Sampson, Sams, Sassamon, Freeman, Joel, Joab, Peirce, Prince i Payne. 

## Vanjske poveznice
- Homepage of the Chappiquiddic Band, Wampanoag Nation